# کوچ (فیلم)
کوچ فیلمی به کارگردانی مهدی رئیس فیروز و نویسندگی مازیار بازیاران محصول سال ۱۳۵۶ است. این اولین تجربه کارگردانی جهانگیر جهانگیری بود اما در عنوان فیلم نام او به لحاظ مقررات کانون کارگردانان ذکر نمی‌شود و از مهدی رئیس فیروز به عنوان کارگردان یاد می‌شود. 

## داستان
علی تعمیر ماشین‌های سنگین یک شرکت راه‌ سازی را به عهده دارد، علی با سهراب، فرزند سالار، مدیر شرکت، درگیر می‌شود...

## بازیگران
- رضا بیک ایمانوردی
- تولین کازان[۲] (با نام هنری Yaprak در ترکیه و نام هنری کمند در ایران)
- ولی‌الله مومنی
- جیمز راجرز
- کاظم افرندنیا
- حسین معلومی
- محمد برسوزیان